# Svenskundervisning för invandrare

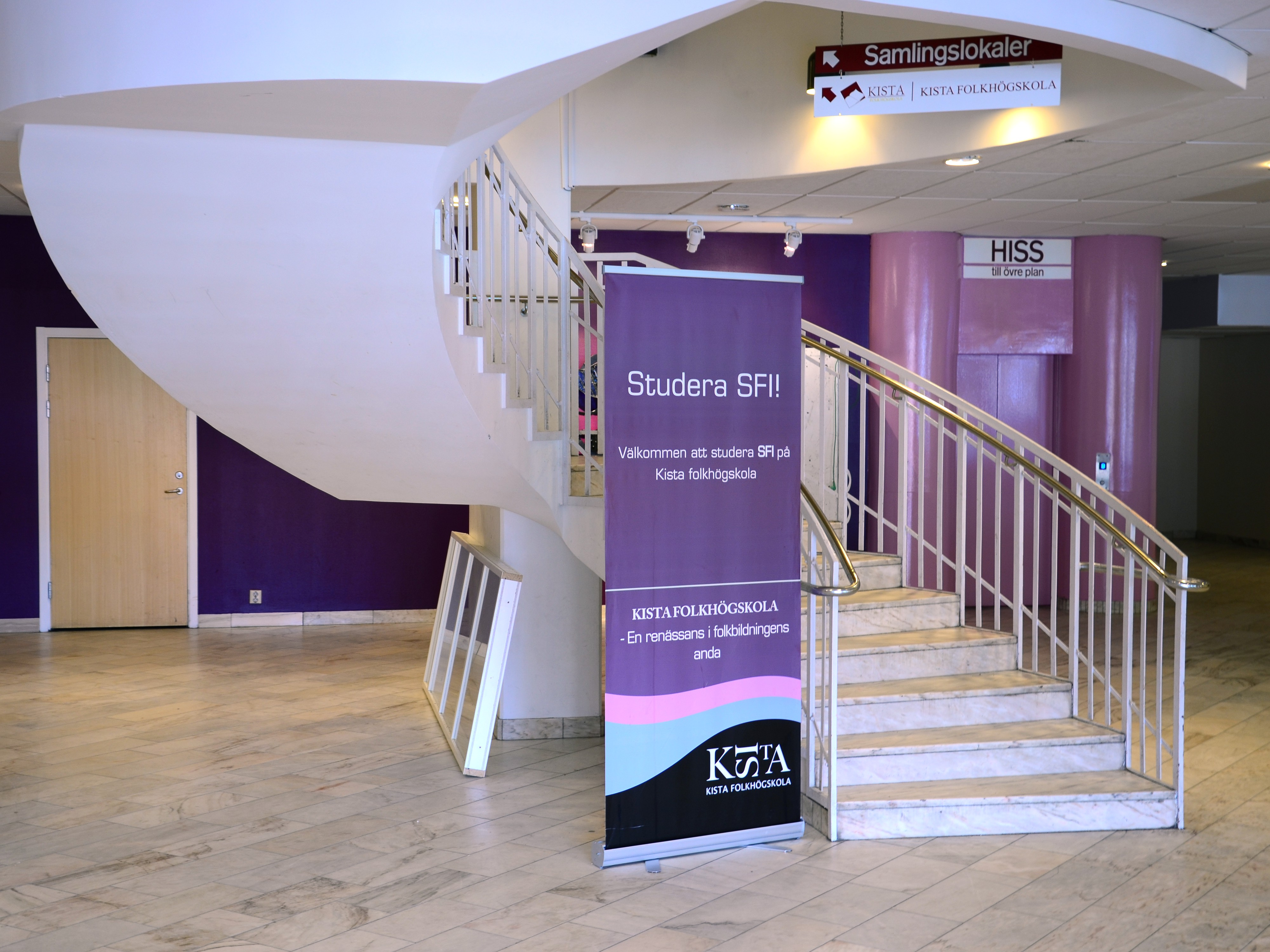
SFI-studier finns till exempel vid Kista folkhögskola

Svenska för invandrare (SFI) är en för deltagarna kostnadsfri komvux-kurs i svenska som erbjuds de flesta kategorier av vuxna invandrare i Sverige. En person som har uppehållstillstånd, och har folkbokfört sig i en svensk kommun och som inte kan svenska har enligt skollagen rätt till SFI från och med andra kalenderhalvåret det år personen fyller 16 år. Kommunen är då skyldig att erbjuda SFI. Utbildningen ska kunna påbörjas inom tre månader från att personen har folkbokförts i kommunen. Invandrare som talar danska eller norska får enligt lag inte delta i SFI. Syftet med kursen är att ge vuxna invandrare grundläggande kunskaper i det svenska språket och om det svenska samhället. 
Under 2013 läste 113 600 personer på SFI. Fyra av tio var nybörjare. Asylsökande (12 991 i Sverige år 2020) och personer med praktiska verkställighetshinder mot tvångsavvisning kan ha rätt att arbeta i Sverige men har, liksom papperslösa, inte rätt till fri SFI-utbildning förrän de har fått uppehållstillstånd.
Sedan den 1 januari 2018 råder utbildningsplikt för nyanlända. Det innebär att Arbetsförmedlingen kan anvisa dem till SFI för att de ska få etableringsersättning. Staten finansierar utbildningen för flyktingar som är utskrivna från Migrationsverkets mottagningssystem genom en schablonersättning. Kommunerna finansierar utbildningen för övriga invandrare.
Sedan juli 2016 är SFI en del av den kommunala vuxenutbildningen, komvux.

## Historik
Sverige har haft svenskundervisning för invandrare sedan mitten på sextiotalet.

## Undervisning och lagstiftning
SFI är sedan 1994 en del av det allmänna skolväsendet. SFI innefattar språkutbildning i svenska samt samhällsorientering för vuxna invandrare. För den grupp vuxna invandrarna som är analfabeter inbegriper undervisningen inte bara svenskundervisning utan även att lära eleverna att läsa, skriva och räkna med siffror. Utbildningen består av fyra kurser som ges inom tre olika studievägar. Studievägarna är anpassade till kursdeltagarnas olika förutsättningar som ofta, men långt ifrån alltid, speglar deltagarnas utbildningsbakgrund. Högutbildade deltagare med god studiekapacitet börjar således med kurs C på studieväg 3 och kan efter att också ha genomfört kurs D fortsätta med annan vuxenutbildning eller söka sig ut i arbetslivet. En kursdeltagare som saknar läs- och skrivfärdigheter på sitt modersmål, eller som har mycket kort skolbakgrund (upp till cirka 4–6 år) ska starta med kurs A på studieväg 1 och har fullföljt sin studieväg efter kurs B.
Efter varje kurs ska deltagarna få betyg. Betygen är G för godkänd eller IG för icke godkänd, både som betyg på Nationella prov och som kursbetyg. Som ledning för lärarna vid betygsättning på kurserna B, C och D finns nationella prov för SFI, utfärdade av Skolverket. På samtliga kurser finns även exempel på lämpligt bedömningsmaterial som kan ge förutsättningar för rättvis bedömning mellan olika kommuner. A-kursen är en muntlig kurs där inget prov kan skrivas.
Styrdokumenten för SFI utgörs av skollagens kapitel 13, läroplanen för de frivilliga skolformerna, förordningen om SFI, förordningen om kursplaner för SFI och förordningen om betygskriterier för SFI. I och med lag (1994:517) har även finnar som bor i Finland men arbetar stadigvarande i Sverige och som saknar grundläggande svenskakunskaper rätt till SFI-undervisning. Samma lagändring medförde att personer med goda kunskaper i danska eller norska inte har rätt SFI. I mars 2006 lade regeringen fram en proposition (proposition 2005/06:148) om vissa ändringar för SFI som trädde i kraft 1 juli 2006.
En tredjedel av eleverna på SFI blir godkända på kursernas lägre nivåer.

### SFI-bonus 2010 till 2014
En ersättning för att stimulera invandrare att lära sig svenska snabbare infördes 2010 av alliansregeringen, och avskaffades av samma regering 2014. De rödgröna partierna var emot införandet.
Den 1 september 2010 trädde lagen (2010:538) om prestationsbaserad stimulansersättning inom svenskundervisning för invandrare, den så kallade SFI-bonusen, i kraft. Under de år lagen fanns kunde en nyanländ invandrare som slutfört kurserna 1B, 2C eller 3D inom tolv månader få bonusen om sammantaget högst 12 000 kronor. Halva beloppet utbetalades efter första kursen, resterande del efter sista kursen.
Den sista bonusutbetalningen gjordes 31 december 2014. Anledningen till att SFI-bonusen avvecklades var att den hade haft begränsad effekt på studieresultaten, enligt Institutet för arbetsmarknads- och utbildningspolitisk utvärdering (IFAU).

### Elever

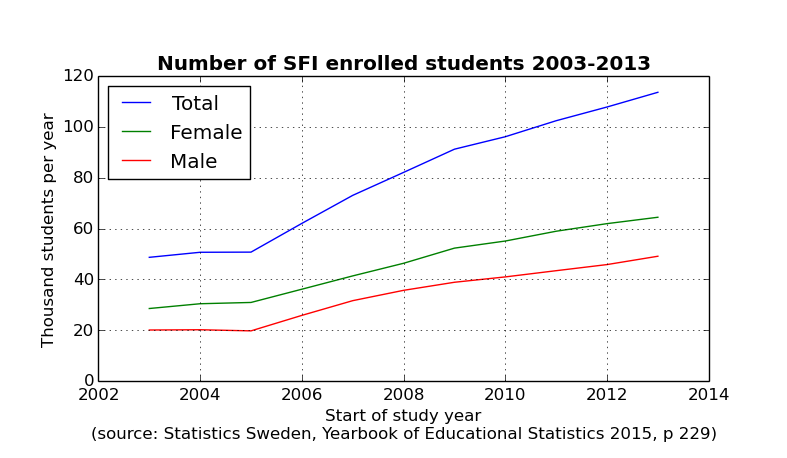
Antal SFI-elever 2003–2013 (tusental): totalt, kvinnor (grönt) och män (rött), enligt år för studiestart.

#### Elevers utbildningsbakgrund
Mellan år 2006 till 2010 ökade andelen analfabeter på SFI från 12 % (7 000 st) till 15 %, 15 000 av totalt 100 000 SFI-elever. För de som är analfabeter omfattar undervisningen även att lära sig skriva och läsa från grunden samt att till exempel använda en klocka.

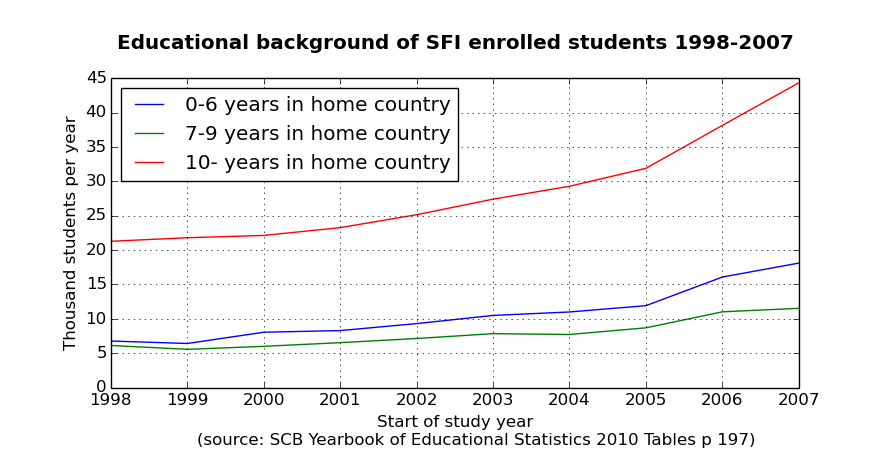
Antal SFI-elever (tusental som påbörjat studierna det givna året) grupperade efter antal utbildningsår i hemlandet 1998–2007: minst 10 år (rött), 0–6 (blått), 7–9 (grönt).

### Lärare

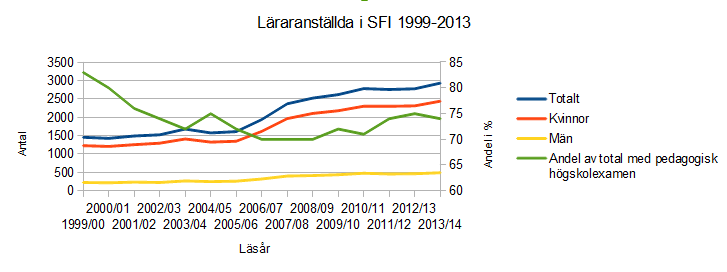
Lärare i SFI, Totalt antal, antal manliga, antal kvinnliga och andel med pedagogisk lärarexamen enligt SCB.

## Kritik mot SFI
Kritik mot SFI har förekommit under många år, och har bland annat riktat in sig mot långsam genomströmning, bristande kvalitet i undervisningen och dåliga resultat av SFI. Många kritiker menar att kursdeltagare som genomgått SFI i många fall har så bristfälliga kunskaper i svenska språket att deras integration i det svenska samhället blir lidande och att deras chanser på den svenska arbetsmarknaden är begränsade. Framför allt politiker inom Folkpartiet liberalerna har framfört dessa åsikter. Kritiken mot SFI kan i många fall bemötas med invändningar som baserar sig på orimligheten i att jämföra SFI med andra utbildningar. Målgruppen för SFI är oerhört skiftande, från högutbildade kärleksinvandrare till traumatiserade flyktingar helt utan skolbakgrund. De flesta SFI-deltagare är i ett skede i livet där man t.ex. prioriterar familjebildning och arbete före studier, vilket gör att avbrott från SFI:n ofta kan ses som positiva.
I februari 2008 presenterade Regeringen Reinfeldt, genom utbildningsminister Jan Björklund och integrationsminister Nyamko Sabuni, planer på att reformera SFI genom att bland annat genomföra en maxtid på tre år och nationella slutprov.
I mars 2006 publicerade den marknadsliberala tankesmedjan Timbro en rapport där man hade granskat innehållet i kurslitteraturen som används i SFI-undervisningen. Undersökningen visade, enligt rapportförfattarna, på en "kraftig slagsida åt vänster". I rapporten hävdades bland annat att historieskrivningen beskrivits "nästan enbart ur arbetarrörelsens perspektiv" och att politiska budskap med socialdemokratiskt innehåll smugits in i olika vardagssituationer.